# Mixacarus integrus
Mixacarus integrus är en kvalsterart som beskrevs av Balogh 1958. Mixacarus integrus ingår i släktet Mixacarus och familjen Lohmanniidae. Inga underarter finns listade i Catalogue of Life.